# Nikolina Lončar
Nikolina Lončar (Pljevlja, 29 dicembre 1992) è una modella montenegrina, incoronata Miss Montenegro Universo 2010.
In qualità di rappresentante ufficiale del Montenegro, la Lonçar avrebbe dovuto partecipare all'edizione del 2010 del concorso di bellezza internazionale Miss Universo, ma non ha potuto prendervi parte all'ultimo momento.
In compenso ha partecipato a Miss Universo 2011, come rivelato da Vesnom de Vinčom, presidente dell'organizzazione di Miss Montenegro, che si  è tenuto a São Paulo in Brasile il 12 settembre 2011. In occasione del concorso, la Lončar è stata insignita del titolo di Miss Congeniality, titolo che va a Montenegro per la prima volta nella storia del concorso.
Nel 2012 ha inoltre preso parte a Miss Mondo 2012.